# 불런 (암호화 프로그램)
불런(Bullrun)은 미국 NSA가 개발한 프로그램이다. 암호화가 되어 있다는 3G, 4G 휴대폰을 도청할 수 있게 한다. 영국 GCHQ도 엣지힐이란 프로그램을 개발했다. 2013년 10월 미국 NSA가 주요 우방국 정상이 소유한 아이폰을 도청했다는 미국 정부 기밀 문서가 에드워드 스노든에 의해 폭로되어, 독일, 프랑스, 브라질 등의 강력한 항의를 받았다.
한국 대통령의 휴대폰도 미국 NSA가 도청하였다고 보도되었다. 이는 불런으로 도청하였다는 의미인데, 그렇다면 영국 엣지힐도 같은 도청기능이 있다고 하기 때문에, 영국도 도청을 했을 가능성이 크다.

## 같이 보기
- 프리즘 (감시 체계)